# Vale of Glamorgan
Vale of Glamorgan (kymriska: Bro Morgannwg) är en kommun (principal area) med county borough-status i Wales. Den täcker den södra delen av det traditionella grevskapet Glamorgan. Det bördiga och flacka jordbrukslandskapet i inlandet är otypiskt för Wales. Huvudort är Barry. Vid folkräkningen 2011 bodde 126 336 personer i kommunen.
Kommunen upprättades den 1 april 1996. Det gränsar till Cardiff, Rhondda Cynon Taf och Bridgend samt till Bristolkanalen.

## Större orter i Vale of Glamorgan
| Ort            | Invånare |
| -------------- | -------- |
| Barry          | 54 500   |
| Cowbridge      | 4 000    |
| Dinas Powys    | 7 500    |
| Llantwit Major | 8 500    |
| Penarth        | 27 000   |
| Rhoose         | 6 000    |

1. ↑  Baserat på "built up areas" i folkräkning 2011 [5], avrundat till närmaste 500.

## Communities i Vale of Glamorgan
För visst lokalt självstyre är Vale of Glamorgan indelat i 27 communities:

- Barry
- Colwinston
- Cowbridge with Llanblethian
- Dinas Powys
- Ewenny
- Llancarfan
- Llandough
- Llandow
- Llanfair
- Llangan
- Llanmaes
- Llantwit Major
- Michaelston-le-Pit and Leckwith
- Penarth
- Pendoylan
- Penllyn
- Peterston-super-Ely
- Rhoose
- St. Athan
- St. Bride's Major
- St. Donats
- St. Georges-super-Ely
- St. Nicholas and Bonvilston
- Sully and Lavernock
- Welsh St. Donats
- Wenvoe
- Wick